# Ane Vibeke Foss
Ane Vibeke Foss (født Hostrup-Schultz 11. december 1939 i København) er en dansk cand.mag. og kammerdame, der er tidligere hofdame og tidligere gymnasielektor.

## Biografi
Ane Vibeke Foss er datter af direktør og civilingeniør Jørgen Hostrup-Schultz (1902-1986), der var modstandsmand, hvilket førte til, at familiens hjem på Christian Winthers Vej på Frederiksberg i december 1944 blev sprængt i luften.
Hun blev student fra N. Zahles Skole i 1959 sammen med dronning Margrethe. Efterfølgende blev hun uddannet cand.mag i latin, italiensk og oldtidskundskab fra Københavns Universitet. Hun har arbejdet som undervisningsassistent på Handelshøjskolen i København og fra 1991 og frem til 2003 som adjunkt og lektor på Randers Statsskole. Her blev hun udpeget som hofdame og forblev i stillingen frem til 2020. 
Sammen med med sin nu afdøde mand, ingeniør Christian Foss, der er søn af Einar Philip Foss, dyrkede hun i en årrække landbrug og jagt på Ingerslevgaard på Djursland. Parret flyttede siden til Charlottenlund.
Foruden at være Kommandør af Dannebrogordenen er Ane Vibeke Foss storofficer af den græske Føniksordenen.
Hun har desuden modtaget Erindringsmedaillen i anledning af Hendes Majestæt Dronningens 80-års fødselsdag, Erindringsmedaillen i anledning af Hendes Majestæt Dronning Margrethes og Hans Kongelige Højhed Prins Henriks guldbryllup den 10.6.2017, Erindringsmedaillen i anledning af Hendes Majestæt Dronningens 75-års fødselsdag, Erindringsmedaillen i anledning af Hendes Majestæt Dronningens 40 års regeringsjubilæum, Erindringsmedaillen i anledning af Hendes Majestæt Dronningens 70 års fødselsdag og Erindringsmedaillen i anledning af Hans Kongelige Højhed Prinsgemalens 75 års fødselsdag.